# Ревда (Ялуторовський район)
Ре́вда (рос. Ревда) — село у складі Ялуторовського району Тюменської області, Росія.
Населення — 191 особа (2010, 242 у 2002).
Національний склад станом на 2002 рік:
- татари — 93 %